# Marea Gaură Albastră

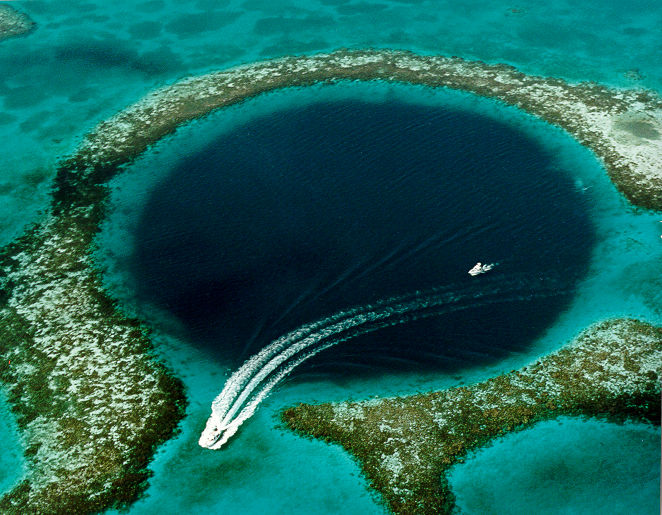
Vedere aeriană

Marea Gaură Albastră (în engleză Great Blue Hole) este denumirea unei găuri albastre de mari proporții situat în mijlocul recifului Lighthouse (atol al recifului de barieră din Belize). Este o dolină rotundă cu diametrul de 305 m și adâncă de 120 m.
Inițial, această gaură albastră reprezenta un sistem de peșteri calcaroase, formate în timpul ultimei ere glaciare. Pe atunci nivelul mării era cu mult mai scăzut, dar când acesta s-a ridicat bolta peșterii a cedat, formând o dolină carstică, formă de relief răspândită de-a lungul litoralului Belizelor.

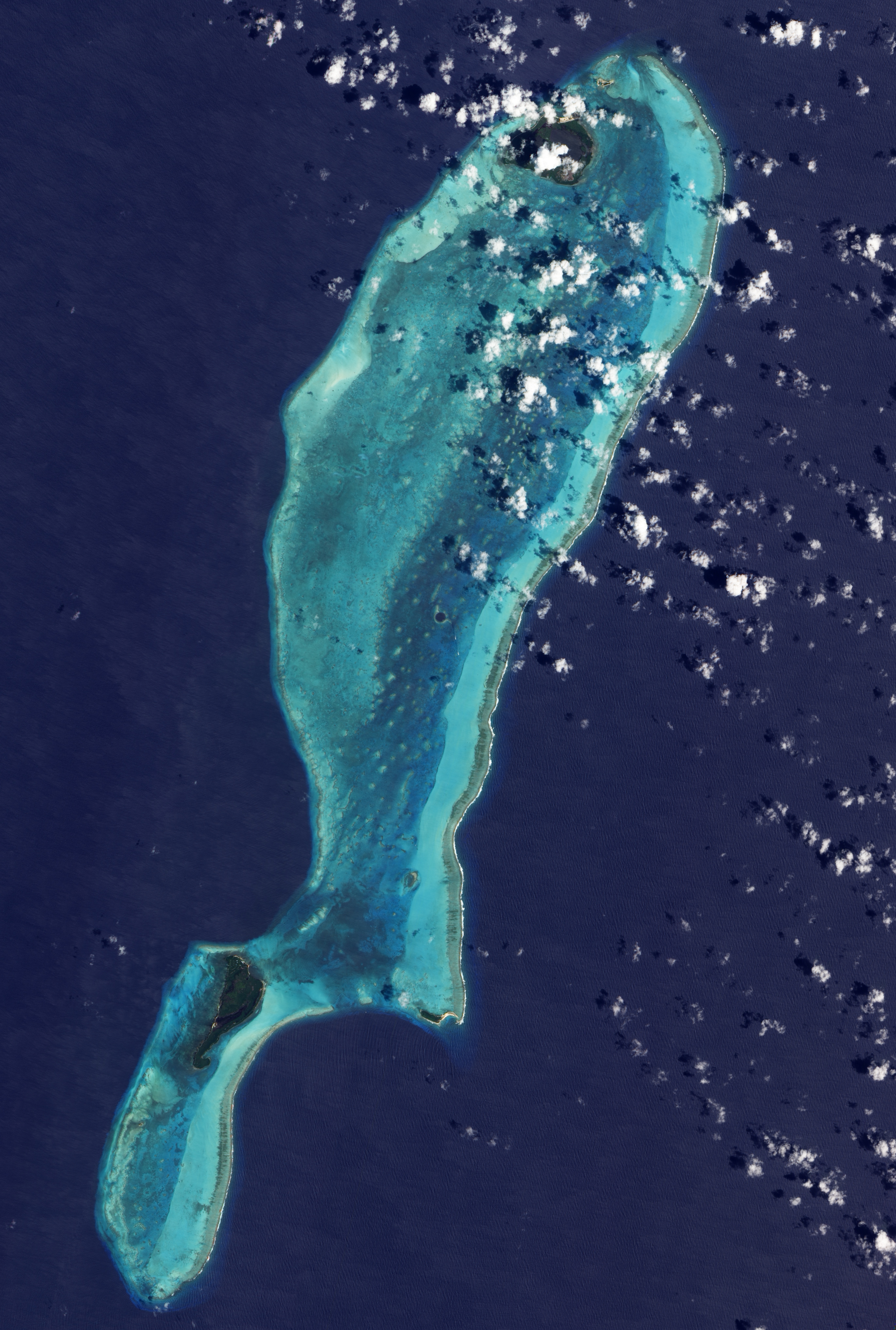
Vedere din satelit a recifului Lighthouse; Marea Gaură Albastră se află exact în centru

Marea Gaură Albastră a devenit cunoscută datorită cercetătorului francez Jacques-Yves Cousteau, care a inclus-o în lista celor mai bune 10 locuri pentru scufundări. În anul 1972, a măsurat de pe vasul său Calypso adâncimea găurii albastre și a confirmat ipoteza formării ei. Explorând gaura cu ajutorul unui submarin monoloc, participanții expediției lui Cousteau au descoperit stalactite imense, pantele unora dintre ele formând un unghi de 10–13° față de verticală.
În ciuda izolării acestui loc (distanța până la orașul Belize este în jur de 96 km), Marea Gaură Albastră este un loc favorit pentru scufundările recreative. Scafandrii pot întâlni aici diverse specii de pești, printre care bibanul-crestat, rechinul infirmieră și câteva tipuri de pești de recif, de exemplu rechinul caraibian de recif.